# 연구형 대학
연구중심대학(硏究重心大學, 영어: research university) 또는 연구형 대학(硏究型大學)은 연구를 주요 목적으로 하는 대학을 일컫는다. 연구형 대학은 박사 학위 수여를 통한 "세대 간 지식 이전 및 새로운 지식 인증"과 함께 "지식 생산의 핵심 장소"이며 계속해서 "과학적 생산성의 중심지"이다. 이 때, 학교의 설립 유형(국립, 공립 혹은 사립)과 자금 지원 정책(국가 지원 여부 등)은 연구형 대학인지 아닌지를 결정하는 데 영향을 끼치지 않는다.
연구형 대학의 학부 과정은 직업교육보다 학술적인 경우가 많으며 학생에게 특정 직업을 준비시키지 못할 수도 있다. 그러나 많은 고용주는 비판적 사고와 같은 기본적인 생활 기술을 가르치기 때문에 연구형 대학의 학위를 높이 평가한다. 연구형 대학은 학부 교육보다는 학문 연구에 집중하며, 연구형 대학은 이름이 잘 알려진 경우가 많다. 전 세계적으로 연구형 대학은 공립 대학인 경우가 대부분이지만, 미국과 일본과 같은 일부 국가에는 유명한 사립 대학도 연구형 대학인 경우가 있다.
연구형 대학이 아닌 교육형 대학 등은 연구 대신 학부의 교육이나 고등 교육의 다른 측면을 강조하며, 교수진은 연구 실적 등의 부담이 적은 편이다.

## 역사

### 19세기
연구형 대학의 개념은 19세기 초 독일의 프로이센에서 처음 나타났다. 당시 기존의 대학교육의 목표는 진리, 선, 미에 대한 이해를 발전시키는 것이었다. 독일의 빌헬름 폰 훔볼트(Wilhelm von Humboldt)는 주요 지식 분야(자연과학, 사회과학, 인문학)에 초점을 맞춘 교육을 생산하기 위한 수단으로 '교육과 연구의 통합(Einheit von Lehre und Forschung)'이라는 비전을 내세우며 연구형 대학의 개념이 처음 등장했다.
"미국 연구형 대학의 선도적인 역사가"인 Roger L. Geiger는 "미국 연구형 대학의 모델은 미국 혁명 이전에 인가받은 9개의 식민지 대학 중 5개 대학(하버드, 예일, 펜실베니아, 프린스턴, 컬럼비아), 5개 주립대학(미시간, 위스콘신, 미네소타, 일리노이, 캘리포니아), 5개 사립대학(MIT, 코넬, 존스홉킨스, 스탠퍼드, 시카고)에 의해 확립되었다고 주장했다. 미국의 연구형 대학은 19세기 후반에 처음 등장했는데, 이때 위 15개 대학은 독일 모델에서 파생된 대학원 프로그램을 영국 모델에서 파생된 학부 프로그램에 접목하기 시작했다.

### 20세기
연구형 대학은 20세기 말까지 미국 패권을 확립하는 데 필수적이었다. 가장 중요한 것은 버클리, 시카고, 컬럼비아, 프린스턴(영국의 버밍엄 및 케임브리지와 함께)이 최초의 핵무기 개발(맨해튼 프로젝트)에 직접 참여했다는 점이다. 그 외에도 컬럼비아와 하버드는 미국 영화 산업(할리우드)의 초기 발전에 중요한 역할을 했으며, MIT와 스탠포드는 미국 군산 복합체 건설과 인공지능 개발에 앞장섰고, 버클리와 스탠퍼드는 실리콘 밸리의 발전에 중심적인 역할을 했다. 미국에서 "가장 명망 높은 연구 대학 그룹"은 미국 대학 협회(Association of American Universities)이다.
1960년대부터 미국의 연구형 대학, 특히 미국의 대표적인 공립 연구형 대학 시스템인 캘리포니아대학교가 전 세계 연구형 대학의 모델이 되어왔다. 미국 모델을 기반으로 하는 하나 이상의 대학을 보유하는 것은 현대 국민 국가의 "사회적 진보와 현대성"의 상징이다. 21세기 초까지 미국의 계속된 지배력으로 인해 유럽 국가들은 "최고의 미국 대학을 위한 진보된 형태의 피더 칼리지로 쇠퇴"하는 것을 피하기 위한 긴급한 개혁 필요성에 직면하게 되었다.

## 특성
존 테일러(John Taylor)는 성공적인 연구형 대학의 핵심 특성을 다음과 같이 정의한 바 있다.
- 순수하고 응용 가능한 연구의 결과물
- 연구 중심의 교육 전달
- 연구 분야에 대한 넓은 폭
- 대학원 연구 프로그램의 높은 비율
- 높은 수준의 외부 수입 혹은 지원
- 대학의 세계화에 대한 대비 및 관점

필립 알트바흐(Philip Altbach)는 연구형 대학이 위의 테일러와는 다르지만, 비슷하게 핵심 특성을 다음과 같이 제시했다.
- 대학만의 차별화된 고등 교육 시스템을 가진 채, 학문적 계층의 최상위에서 적절한 지원을 받는다.
- 대단히 공공적인 부문에 대해 연구하는 기관이 된다.
- 대학이 아닌 연구기관과의 경쟁은 거의 이루어지지 않는다.
- 여타 대학보다 우수한 직원 및 학생을 유치하고, 연구 인프라를 구성하기 위한 기금을  마련한다.
- 적절하고 지속적인 예산 계획이 유지된다.
- 학생 등록금과 지적 재산 등으로 인한 소득 창출 가능성이 열려있다.
- 적합한 교수진이 있어야 한다.
- 교내 구성원의 자치
- 학문의 자유

2012년, 미국 국립과학원은 추가적인 특성과 지적 자유, 주도권과 창의성, 우수성, 개방의 값을 갖는 등 미국의 맥락에서 연구형 대학의 특성을 보고서에 밝힌 바 있다.
- 크고 포괄적인 대학 (Clark Kerr의 multiversity 개념을 참조했다.)
- 학부생에 대한 기숙사 지원 여부를 강조 (미국과 유럽의 연구형대학이 구별되는 특성으로 보았다.)
- 대학원 교육과 연구 통합
- 학문 연구와 학식을 가진 교수진의 충족
- 고도화된 수준의 연구 수행
- 계몽되고 주목할만한 지도력을 가짐

## 대륙별 연구형 대학

### 북아메리카
미국의 연구형 대학은 규모, 중점 분야, 제공되는 학위 프로그램의 수 등 여러가지 기준에 따라 다양하다. 국제적으로 공인된 카네기 분류에 따라 선정된 미국의 종합대학은 사립대학 또는 주립대학 등 설립 유형을 불문한다. 3개 캠퍼스에 약 6만 명의 학생이 재학 중인 미네소타 대학교와 같은 대규모 대학부터 4,500명 미만의 학생이 재학 중인 라이스 대학교와 같은 소규모 대학까지 그 규모도 다양하다. 일부 연구 대학은 설립 목적에 매우 집중하는데, 록펠러 대학교는 생명의학 분야에서만 박사 학위를 포함한 대학원 프로그램을 제공한다. 반면 미시간 주립대처럼 17개 단과대학과 수백 개의 학부 및 대학원 학위 프로그램을 제공하는 대학도 있다. 일부 연구 대학은 개방형 입학 정책을 채택하는 반면, 다른 대학은 매우 선별적으로 지원 학생의 20% 미만을 입학시키는 경우도 있다.
연구형 대학은 미국 고등 교육 시스템 내에서 독특하다. 예를 들어, 리버럴 아츠 칼리지에 등록한 학생들과 달리, 연구형 대학에 다니는 학부생들은 일반적으로 전공에 대한 요구 사항이 매우 많고 선택 과목과 일반 교육 요구 사항이 적은 전문화된 커리큘럼을 추구한다. 대부분 연구형 대학의 규모가 크기 때문에 이러한 학교에 다니는 학생들은 대규모 하위 학년 수업을 들을 가능성이 높으며, 그 중 일부는 조교로 일하는 대학원생이 가르칠 수 있다.
연구형 대학의 교수진은 리버럴 아츠 칼리지와 종합 대학(comprehensive universities)의 교수진보다 더 많은 시간을 연구에 할애해야 한다. 연구형 대학에서 교수진은 먼저 연구자이고 그 다음에 교육자이며, 논문과 책을 출판하고 외부에서 연구 보조금을 확보해야 한다.

#### 미국의 연구형 대학의 역사
미국의 연구형 대학은 독일과 영국의 명문 대학의 전통을 따랐다. 사실, 19세기 대부분 동안 미국에는 진정한 연구형 대학이 없었다. 다니엘 코이트 길먼(Daniel Coit Gilman)이 존스 홉킨스 대학교, 윌리엄 레이니 하퍼(William Rainey Harper)가 시카고 대학교, G. 스탠리 홀(G. Stanley Hall)이 클라크 대학교를 설립하는 등 여러 영향력 있는 고등 교육 지도자들이 1800년대 후반에 연구 및 전문 대학원 교육에 우선 순위를 두는 대학을 설립했다. 이러한 대학은 대학원 세미나와 학문의 자유(Lehrfreiheit)를 포함하여 베를린 대학교와 하이델베르그 대학교에서 볼 수 있는 독일의 전통과 구조를 모델로 삼았다. 이전에는 미국에서 박사 학위를 취득한 경우가 거의 없었다. 이 지도자들과 그들이 설립한 대학교는 게르만 대학 형식을 채택했고 다른 대학들도 이를 따랐다. 존스 홉킨스 대학교, 시카고 대학교, 클라크 대학교가 설립된 직후 식민지 시대에 설립된 대학들은 존스 홉킨스 대학교 등이 합법화한 형식을 채택하고 개조했다.
그러나 미국의 연구형 대학교은 여러 면에서 영국 대학교처럼 기능한다. 예를 들어, 미국의 연구형 대학은 거의 항상 옥스퍼드 대학교와 케임브리지 대학교에 더 가까운 기숙사 구성 요소가 있는 포괄적인 학부 커리큘럼을 특징으로 한다. 마찬가지로, 학생 개발과 학생 서비스 제공은 미국의 연구형 대학의 중요한 초점을 차지한다. 이는 식민지 대학이 옥스브리지 모델에 따라 조직되었고, 이러한 기존 조직 구조와 문화 위에 대학원 교육 및 연구 기능이 중첩된 데 따른 기능이다.

#### 연구형 대학 분류 및 순위
연구형 대학은 전통적으로 이는 교육 발전을 위한 카네기 재단에서 기관 분류를 통해 이루어졌다. 1973년에 시작되어 1976년, 1987년, 1994년, 2000년. 2005년, 2010년의 분류를 거쳐 이 계획은 미국 내 모든 고등 교육 기관을 분류했다. 이 더 큰 분류의 일환으로 카네기 재단은 2000년 분류 이전에 연구 대학을 연구형 대학 I과 연구형 대학 II의 두 가지 범주 중 하나에 배치했다. 연구형 대학은 수여한 박사 학위 수와 받은 연방 연구 자금의 양에 따라 이 두 범주에 배치되었다. 2000년 분류에서는 이러한 범주가 확장되어 각각 박사/연구 대학-광범위(15개 분야 박사 50명 이상 배출), 박사/연구 대학-집중(3개 이상의 분야에서 박사 10명 이상 배출 또는 전체적으로 박사 20명 이상 배출)으로 이름이 변경되었다. 이 분류에 따르면 미국에는 261개의 연구 대학이 있다. 2005년 분류부터는 다양한 분류 틀을 개발하였고, 연구비 규모를 반영하기 시작했으며, 2010년 분류는 틀은 유지하되 분석기법을 일부 변경하였다. 2009년 기준으로 4년제 이상 미국 대학 2,714개 중 연구중심대학은 206개로 7.6%이다.
| 유형                                                                                    | 대학수(개) | 등록생수(명) | 평균등록생수(명) |
| --------------------------------------------------------------------------------------- | ---------- | ------------ | ---------------- |
| 연구중심대학(매우 활발한 연구 활동) Research Universities (very high research activity) | 108        | 2,809,581    | 26,015           |
| 연구중심대학(활발한 연구 활동) Research Universities (high research activity)           | 98         | 1,739,837    | 17,753           |
| 박사/연구대학 Doctoral/Research Universities                                            | 89         | 1,226,204    | 13,778           |

연구형 대학이 무엇이고 어떤 것이 가장 높은 품질인지 결정하는 다른 인정된 방법이 있다. 61개의 미국 대학과 2개의 캐나다 대학으로 구성된 권위 있는 초대 전용 그룹인 미국 대학 협회와 같은 조직이 있는데, 모두 고품질 연구형 대학이다. 역사적으로 National Research Council과 같은 조직도 연구 대학과 다양한 학술 부서의 상대적 품질을 질적, 양적으로 설명하기 위해 노력해 왔다. 최근에는 US News and World Report와 같은 잡지가 연구형 대학을 포함한 고등 교육 기관에 대한 매우 인기 있는 순위를 도입했다. 그러나 이러한 순위는 입결과 평판에 큰 가중치를 두고 매우 다양한 대학을 순위를 매기려고 하다보니 상당히 논란의 여지가 있다.

### 아시아
대한민국의 경우 1990년대 초부터 대학의 특성화를 유도하기 위한 목적으로 대학의 유형을 분류하려고 시도하기 시작했다. 90년대 중반부터 대학의 교육과 연구를 지원·관리하는 기관인 교육부는 대학원 중심대학 육성 지원사업과 두뇌한국 21(BK21)사업을 시행하였다. 그에 따라 한국에 연구중심대학이라는 개념이 퍼지기 시작하였다.
2005년 교육인적자원부는 연구중심대학의 개념이 일찍부터 발달한 미국에서 보편적인 모형으로 분류에 이용하던 미국 카네기재단의 분류기준을 참고하여 국내 210개 대학을 연구중심대학, 교육/연구병행대학, 교육중심 특화대학으로 분류하였다. 교육부는 연구중심대학 기준으로 다음 8가지를 선정하였다.
1. SCI급 논문수(’03) 250편 이상
2. 전임교원 1인당 논문수 0.8편 이상
3. 논문 피인용횟수 150회 이상
4. 전임교원1인당 피인용횟수 0.4회 이상
5. 박사 재학생수 300명 이상
6. 석박사 비율 0.25이상
7. BK21 사업 15억원 이상 지원
8. 전체 재정지원 100억원 이상 지원

#### 연구중심대학 I (12개교)
기준을 6개 이상 충족하는 대학을 연구중심대학I로 분류하여 210개 대학 중 총 12개교가 선정되었다.
| 교명           | 유형           | 설립           | 지역           | 비고           |
| 연구중심대학 I | 연구중심대학 I | 연구중심대학 I | 연구중심대학 I | 연구중심대학 I |
| -------------- | -------------- | -------------- | -------------- | -------------- |
| 고려대학교     | 사립           | 1905           | 서울 성북      |                |
| 서울대학교     | 국립(법인)     | 1946           | 서울 관악      | 지거국         |
| 연세대학교     | 사립           | 1946           | 서울 서대문    |                |
| 포항공과대학교 | 사립           | 1986           | 경북 포항      |                |
| 한국과학기술원 | 특별법법인     | 1971           | 대전 유성      |                |
| 경북대학교     | 국립           | 1946           | 대구 북구      | 지거국         |
| 광주과학기술원 | 특별법법인     | 1993           | 광주 북구      |                |
| 부산대학교     | 국립           | 1946           | 부산 금정      | 지거국         |
| 성균관대학교   | 사립           | 1398           | 서울 종로      |                |
| 한양대학교     | 사립           | 1939           | 서울 성동      |                |
| 이화여자대학교 | 사립           | 1886           | 서울 서대문    |                |
| 전남대학교     | 국립           | 1952           | 광주 북구      | 지거국         |

#### 연구중심대학 II (16개교)
기준을 3개 이상 충족하는 대학을 연구중심대학II로 분류하여 210개 대학 중 총 16개교가 선정되었다.
| 교명            | 유형            | 설립            | 지역            | 비고            |
| 연구중심대학 II | 연구중심대학 II | 연구중심대학 II | 연구중심대학 II | 연구중심대학 II |
| --------------- | --------------- | --------------- | --------------- | --------------- |
| 강원대학교      | 국립            | 1947            | 강원 춘천       | 지거국          |
| 경상국립대학교  | 국립            | 1910            | 경남 진주       | 지거국          |
| 세종대학교      | 사립            | 1940            | 서울 광진       |                 |
| 인하대학교      | 사립            | 1954            | 인천 미추홀     |                 |
| 전북대학교      | 국립            | 1947            | 전북 전주       | 지거국          |
| 충남대학교      | 국립            | 1952            | 대전 유성       | 지거국          |
| 가톨릭대학교    | 사립            | 1855            | 경기 부천       |                 |
| 경희대학교      | 사립            | 1949            | 서울 동대문     |                 |
| 국립부경대학교  | 국립            | 1924            | 부산 남구       |                 |
| 아주대학교      | 사립            | 1972            | 경기 수원       |                 |
| 영남대학교      | 사립            | 1947            | 경북 경산       |                 |
| 울산대학교      | 사립            | 1970            | 울산 남구       |                 |
| 조선대학교      | 사립            | 1946            | 광주 동구       |                 |
| 충북대학교      | 국립            | 1951            | 충북 청주       | 지거국          |
| 서강대학교      | 사립            | 1960            | 서울 마포       |                 |
| 중앙대학교      | 사립            | 1916            | 서울 동작       |                 |

## 같이 보기
- 국제 연구형 대학 연합(IARU)